# Boyomafallen

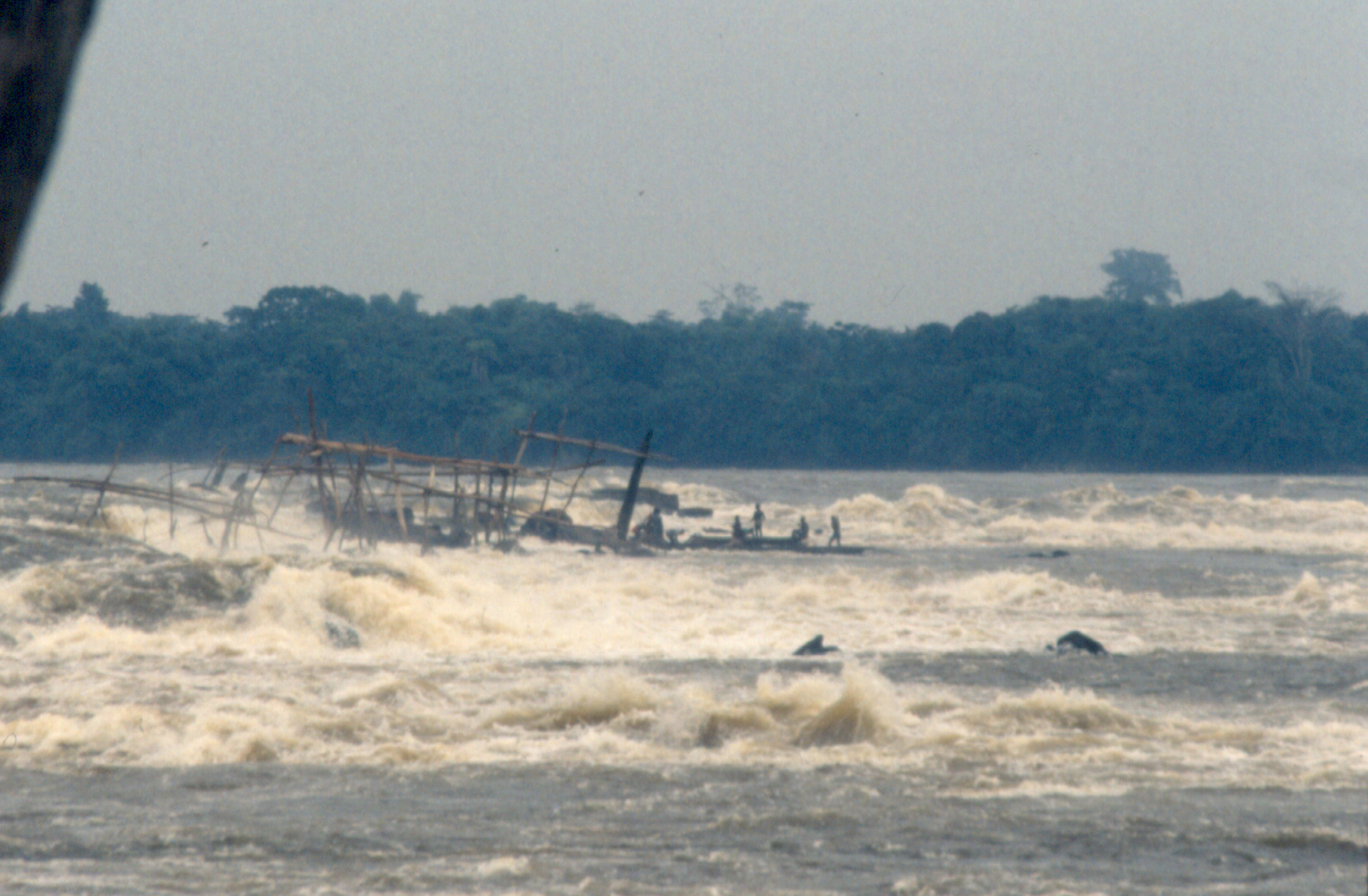
Boyomafallen

Boyomafallen, tidigare Stanleyfallen, lokalt kallade Chutes Ngaliema, är en serie av sju katarakter utspridda över en sträcka på 100 kilometer längs floden Lualaba nära Kisangani (tidigare Stanleyville) i Kongo-Kinshasa i Centralafrika. I slutet av vattenfallen övergår Lualaba i Kongofloden.
Boyomafallen är världens största vattenfall räknat i volymflöde med 17 miljoner liter/sekund och ett totalt fall på 42 meter.